# Alan Santos
Alan Santos da Silva (Salvador, 24 aprile 1991) è un calciatore brasiliano, centrocampista del Guarani.

## Caratteristiche tecniche
È un mediano.

## Carriera
Ha esordito il 30 agosto 2009 disputando con il Santos l'incontro di Série A vinto 2-0 contro il Fluminense.